# Нехворощ (Бердичівський район)
Не́хворощ — село в Україні, в Андрушівській міській громаді Бердичівського району Житомирської області. Населення становить понад тисячу осіб. Через село протікають річки Гуйва й Пустоха.

## Герб
Затверджений 17 лютого 1792р. В лазуровому щиті з зеленою базою стоїть золотий кінь з червоною збруєю.

## Історія

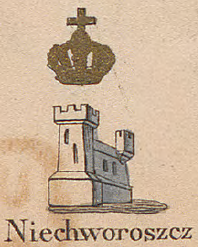
Нехворощ на мапі Зигмунда Герстмана

Історична дата утворення містечка Нехворощ 1590 рік. Вважається, що воно існувало ще у XIII-XIV століттях, але було знищене під час ворожих нападів. У XVI ст. пустища знову заселяються і вже на початку XVII ст. фігурує як містечко з невеликим оборонним замком. Наприкінці XVIII ст. Нехворощ залишається королівським містечком, тому й отримує підтверджувальні привілеї, які мали сприяти його подальшому зростанню та розвитку. В привілеях зазначено і герби. Для Нехвороща привілей встановлений 17 лютого 1792 року.
Ці привілеї згідно з реформаційним законом «Про вільні королівські міста в Речі Посполитій» було прийнято так званим «чотирилітнім» сеймом у Варшаві 18 квітня 1791 року. Цим законом передбачалося надання всім королівським містам статусу «вільних міст», територія в межах цих поселень ставала власністю міщан, вони отримували змогу висилати депутатів на сейм з правом голосу та ряд інших прав. Міські права призначалися не тільки містам, що зберегли самоврядування, але й тим, що втратили свої привілеї, а також поширювалися на новопосаджені міста та на приватні міста.
Крім затвердження самоврядування на Магдебурзькому праві, дозволялись ярмаркові торги та інші пільги. Обов'язковою нормою всіх міст стає надання герба, кольоровий малюнок якого фіксувався в грамоті. Копії усіх документів з аналогічними малюнками заносилися в записні книги. В періоді 1791—1792 рр. такі королівські привілеї одержали 99 міст.
У 1811 році містечко належало поміщику Корженевському, про що свідчить Ревізська сказка о міщанах м. Нехворощ. Кількість осіб чоловічої статі дорівнювала 418.
Станом на 1886 рік у колишньому власницькому містечку Андрушівської волості Житомирського повіту Волинської губернії, мешкало 1650 осіб, налічувалось 327 дворових господарств, існували 2 православні церкви, постоялий будинок, 3 лавки й 2 водяних млини.
За переписом 1897 року кількість мешканців зросла до 2687 осіб (1337 чоловічої статі та 1350 — жіночої), з яких 2233 — православної віри, 373 — римо-католицької.
У 1906 році село Андрушівської волості Житомирського повіту Волинської губернії. Відстань від повітового міста 47 верст, від волості 7. Дворів 429, мешканців 2736.
Під час організованого радянською владою Голодомору 1932—1933 років померло щонайменше 302 жителі села.

## Населення

### Мова
Розподіл населення за рідною мовою за даними перепису 2001 року:
| Мова            | Кількість | Відсоток |
| --------------- | --------- | -------- |
| українська      | 1271      | 98.00%   |
| російська       | 25        | 1.93%    |
| інші/не вказали | 1         | 0.07%    |
| Усього          | 1297      | 100%     |

## Символіка

### Герб
У фондах Головного архіву давніх актів у Варшаві, зберігаються документи записових книг. До них внесено копії привілеїв, встановлених у Варшаві від 4 листопада 1791 року до 16 червня 1792 для 25-х міст (в тому числі 22-х українських міст). Серед «дипломованих» тоді містечок було й два, що сьогодні перебувають у складі Житомирської області. Це королівські містечка Київського воєводства Романів та Нехвороща.
В книзі «Диплому» подано опис та малюнок герба. Це кольоровий малюнок круглої форми: у синьому полі осідланий коричневий кінь і коричневе дерево, по небу пливуть білі хмарки, внизу зелена трава.
Характерно, що переважна більшість привілеїв 1791—1792 років виставлена містам, розташованим вздовж тодішнього російсько-польського кордону та на прилеглих землях, це була, по суті, фіксація кордону. А централізоване надання гербів мало відігравати роль прояву «особистої ласки» та зовнішнього утвердження свого впливу на прикордонні землі.
Після другого (в 1793 р.) та третього поділу Польщі (в 1795 році), Правобережну Україну захопила Російська імперія і відбулося перезатвердження давніх і створення нових гербів міст Київщини. По-різному склалася доля гербів 1791—1792 років. Одні були перезатверджені або видозмінені російською владою, а в конкретному випадку з Романовим та Нехворощею — зовсім втратили своє значення, оскільки містечка не набули відповідного адміністративного статусу і занепали, перетворились на звичайні села.

## Пам'ятки
Нехворощ — лісовий заказник місцевого значення.

## Відомі люди
В селі народилися:
- Андрійчук Михайло Омелянович (1927—2020) — заслужений художник України.
- Башманівський Валерій Іванович (* 1968) — кандидат філологічних наук, доцент.
- Козлов Йосип Дмитрович (1912—1983) — Герой Радянського Союзу.
- Попіль Михайло Іванович — перший голова ревкому.